# Curzon Cinemas
Curzon Cinemas est un groupe d'exploitation cinématographique basé en 1934 au Royaume-Uni (et présent principalement à Londres) spécialisée dans le cinéma indépendant. Le groupe édite également un service de VOD, Curzon Home Cinema, et possède une filiale couvrant les activités de production, distribution et acquisitions de droits pour le Royaume-Uni et l'Irlande : Curzon Artificial Eye.